# Crooked Timber
Crooked Timber è un album in studio del gruppo musicale nordirlandese Therapy?, pubblicato nel 2009.

## Tracce
1. The Head That Tried to Strangle Itself – 3:24
2. Enjoy the Struggle – 4:10
3. Clowns Galore – 3:41
4. Exiles – 5:36
5. Crooked Timber – 5:52
6. I Told You I Was Ill – 3:50
7. Somnambulist – 4:04
8. Blacken the Page – 2:48
9. Magic Mountain – 10:05
10. Bad Excuse for Daylight – 5:49

- Deluxe Gold Edition

1. The Head That Tried to Strangle Itself – 3:27
2. Enjoy the Struggle – 4:12
3. Clowns Galore – 3:43
4. Exiles (Sample Version) – 5:47
5. Crooked Timber (Breathless FX Mix) – 5:55
6. I Told You I Was Ill – 3:53
7. Somnambulist – 4:08
8. Blacken the Page – 2:49
9. Magic Mountain (Sample Version) – 10:14
10. Bad Excuse for Daylight (Sample Version) – 5:57
11. Exiles (Bong-Ra Guttural Exodus Mix) – 4:42
12. Magic Mountain (Snug Slut Mix) – 4:32
13. Low Winter Sun – 4:21
14. Don't Try – 4:16

- Extended Version (Disc 2)

1. Exiles (Sample Mix) – 5:47
2. Crooked Timber (Breathless FX Mix) – 5:55
3. Magic Mountain (Sample Version) – 10:14
4. Bad Excuse For Daylight (Sample Version) – 5:57
5. Exiles (Bong-Ra Gutteral Exodus Mix) – 4:42
6. Magic Mountain (Snug Slut Mix) – 4:32
7. Low Winter Sun – 4:21
8. Don't Try – 4:16

## Formazione
- Andy Cairns – voce, chitarra
- Neil Cooper – batteria
- Michael McKeegan – basso